# 2013–2014-es holland labdarúgó-bajnokság (első osztály)
Ez a szezon volt az Eredivisie 58. szezonja.
A 2013–2014-es holland labdarúgó-bajnokság első osztálya (hivatalos nevén: 2013–14 Eredivisie) ahogy már hosszú ideje, most is 18 csapat részvételével lett megrendezve. Ezen szezon 2013. augusztus első hetében rajtolt el, és 2014. május 19-én ért véget. A bajnoki címvédő az AFC Ajax csapata volt. A tavalyi szezonból két csapat – a VVV-Venlo és a Willem Tilburg – esett ki és nem szerepelt idén az Eredivisieben. Helyettük feljutott az Eerste Divisie tavalyi bajnoka az SC Cambuur és az osztályozót megnyerve pedig a Go Ahead Eagles csapata is.
Ahogy az elmúlt három szezonban idén is az AFC Ajax csapata nyerte meg a bajnoki címet és így ismét sikerült nekik a címvédés. Mögöttük a Feyenoord és a Twente Enschede csapatai végeztek. Az utolsó helyen a Roda Kerkrade csapata végzett így ők 41 év után kiestek az első osztályból. Ahogy a NEC Nijmegen is kiesett 10 év után és az RKC Waalwijk csapata is kiesett mert elbukták az osztályozót.
Akárcsak tavaly, idén is Daley Blind az Ajax balhátvédje lett az "Év játékosa" és Frank de Boer, az Ajax edzője pedig az "Év edzője". Az idei Johan Cruyff-díjat ("Év tehetsége") pedig ugyancsak egy Ajax-játékos, a 21 éves Davy Klaassen kapta.

## Csapatváltozások az előző szezonhoz képest
Íme azon csapatok, amelyek a tavalyi szezon befejeztével kiestek az Eerste Divisiebe illetve onnan feljutottak az Eredivisiebe
Kiestek a másodosztályba
- VVV-Venlo és Willem Tilburg

Feljutottak az élvonalba
- SC Cambuur és Go Ahead Eagles

## Részt vevő csapatok
A holland labdarúgó-bajnokság 2013–14-es szezonjának első osztályát is 18 csapat részvételével rendezik meg. Az idei bajnoki szezonban a következő csapatok vesznek részt:
| A csapat neve   | Tartomány     | A csapat székhelye | A csapat stadionja       | Befogadóképesség |
| --------------- | ------------- | ------------------ | ------------------------ | ---------------- |
| ADO Den Haag    | Dél-Holland   | Hága               | Kyocera Stadion          | 15 000           |
| AFC Ajax        | Észak-Holland | Amszterdam         | Amsterdam ArenA          | 53 052           |
| AZ Alkmaar      | Észak-Holland | Alkmaar            | AFAS Stadion             | 17 150           |
| SC Cambuur      | Frízföld      | Leeuwarden         | Cambuurstadion           | 10 250           |
| Feyenoord       | Dél-Holland   | Rotterdam          | De Kuip                  | 51 577           |
| Go Ahead Eagles | Overijssel    | Deventer           | De Adelaarshorst         | 8 000            |
| FC Groningen    | Groningen     | Groningen          | Euroborg                 | 22 579           |
| SC Heerenveen   | Frízföld      | Heerenveen         | Abe Lenstra Stadion      | 26 800           |
| Heracles Almelo | Overijssel    | Almelo             | Polman Stadion           | 8 500            |
| NAC Breda       | Észak-Brabant | Breda              | Rat Verlegh Stadion      | 19 000           |
| NEC Nijmegen    | Gelderland    | Nijmegen           | Stadion de Goffert       | 12 470           |
| PEC Zwolle      | Overijssel    | Zwolle             | Ijsseldelta Stadion      | 10 000           |
| PSV Eindhoven   | Észak-Brabant | Eindhoven          | Philips Stadion          | 35 119           |
| RKC Waalwijk    | Észak-Brabant | Waalwijk           | Mandemakers Stadion      | 7 500            |
| Roda Kerkrade   | Limburg       | Kerkrade           | Parkstad Limburg Stadion | 19 979           |
| FC Twente       | Overijssel    | Enschede           | De Grolsch Veste         | 30 200           |
| FC Utrecht      | Utrecht       | Utrecht            | Stadion Galgenwaard      | 24 426           |
| Vitesse Arnhem  | Gelderland    | Arnhem             | GelreDome                | 25 000           |

## Végeredmény
| #   | Csapat            | M  | GY | D  | V  | G+ – G– | GK  | P                                                       | Megjegyzések                                   |
| --- | ----------------- | -- | -- | -- | -- | ------- | --- | ------------------------------------------------------- | ---------------------------------------------- |
| 1.  | AFC Ajax CV       | 34 | 20 | 11 | 3  | 69–28   | +41 | 71                                                      | 2014–2015-ös Bajnokok Ligája – csoportkör      |
| 2.  | Feyenoord         | 34 | 20 | 7  | 7  | 76–40   | +36 | 67                                                      | 2014–2015-ös Bajnokok Ligája – 3. selejtezőkör |
| 3.  | Twente Enschede   | 34 | 17 | 12 | 5  | 72–37   | +35 | 63                                                      | 2014–2015-ös Európa-liga – rájátszás           |
| 4.  | PSV Eindhoven     | 34 | 18 | 5  | 11 | 60–45   | +15 | 59                                                      | 2014–2015-ös Európa-liga – 3. selejtezőkör     |
| 5.  | SC Heerenveen     | 34 | 16 | 9  | 9  | 72–51   | +21 | 57                                                      | Rájátszás az Európa-ligás helyért              |
| 6.  | Vitesse Arnhem    | 34 | 15 | 10 | 9  | 65–49   | +16 | 55                                                      | Rájátszás az Európa-ligás helyért              |
| 7.  | FC Groningen      | 34 | 14 | 9  | 11 | 57–53   | +4  | 51                                                      | Rájátszás az Európa-ligás helyért              |
| 8.  | AZ Alkmaar        | 34 | 13 | 8  | 13 | 54–50   | +4  | 47                                                      | Rájátszás az Európa-ligás helyért              |
| 9.  | ADO Den Haag      | 34 | 12 | 7  | 15 | 45–64   | −19 | 43 \| rowspan="7" style="background-color: #fafafa;" \| |                                                |
| 10. | FC Utrecht        | 34 | 11 | 8  | 15 | 46–65   | −19 | 41                                                      |                                                |
| 11. | PEC Zwolle KGY    | 34 | 9  | 13 | 12 | 47–49   | −2  | 40                                                      |                                                |
| 12. | SC Cambuur Ú      | 34 | 10 | 9  | 15 | 40–50   | −10 | 39                                                      |                                                |
| 13. | Go Ahead Eagles Ú | 34 | 10 | 8  | 16 | 45–69   | −24 | 38                                                      |                                                |
| 14. | Heracles Almelo   | 34 | 10 | 7  | 17 | 45–59   | −14 | 37                                                      |                                                |
| 15. | NAC Breda         | 34 | 8  | 11 | 15 | 43–54   | −11 | 35                                                      |                                                |
| 16. | RKC Waalwijk      | 34 | 7  | 11 | 16 | 44–64   | −20 | 32                                                      | Osztályozó                                     |
| 17. | NEC Nijmegen      | 34 | 5  | 15 | 14 | 54–82   | −28 | 30                                                      | Osztályozó                                     |
| 18. | Roda Kerkrade     | 34 | 7  | 8  | 19 | 44–69   | −25 | 29                                                      | Eerste Divisie                                 |

Forrás: Az Eredivisie hivatalos oldala (hollandul) 
A rangsorolás alapszabályai: 1. összpontszám, 2. egymás elleni eredmények összpontszáma, 3. gólkülönbség, 4. szerzett gólok száma.
(B): Bajnokcsapat, (K): Kieső csapat, (F): Feljutó csapat, (I): Kupainduló, (R): A rájátszás győztese, (KGY): Kupagyőztes

| A 2013 / 2014-es szezon bajnoka |
| ------------------------------- |
| AFC Ajax 33. cím                |

## Tabellák
| Poz. | CSAPAT          | MSZ | GY | D | V | PTK | L.G. | K.G. | GK. |
| ---- | --------------- | --- | -- | - | - | --- | ---- | ---- | --- |
| 1.   | AFC Ajax        | 17  | 13 | 3 | 1 | 42  | 42   | 9    | +33 |
| 2.   | Feyenoord       | 17  | 12 | 2 | 3 | 38  | 44   | 17   | +27 |
| 3.   | PSV             | 17  | 11 | 3 | 3 | 36  | 34   | 18   | +16 |
| 4.   | FC Twente       | 17  | 9  | 8 | 0 | 35  | 43   | 17   | +26 |
| 5.   | AZ Alkmaar      | 17  | 10 | 5 | 2 | 35  | 36   | 18   | +18 |
| 6.   | FC Utrecht      | 17  | 10 | 4 | 3 | 34  | 31   | 23   | +8  |
| 7.   | FC Groningen    | 17  | 9  | 5 | 3 | 32  | 31   | 20   | +11 |
| 8.   | SC Cambuur      | 17  | 10 | 2 | 5 | 32  | 30   | 19   | +11 |
| 9.   | SC Heerenveen   | 17  | 9  | 4 | 4 | 31  | 43   | 27   | +16 |
| 10.  | Vitesse         | 17  | 8  | 6 | 3 | 30  | 32   | 19   | +13 |
| 11.  | ADO Den Haag    | 17  | 8  | 4 | 5 | 28  | 29   | 30   | -1  |
| 12.  | Go Ahead Eagles | 17  | 7  | 5 | 5 | 26  | 27   | 26   | +1  |
| 13.  | NAC Breda       | 17  | 6  | 6 | 5 | 24  | 25   | 19   | +6  |
| 14.  | PEC Zwolle      | 17  | 5  | 7 | 5 | 22  | 26   | 20   | +6  |
| 15.  | RKC Waalwijk    | 17  | 5  | 5 | 7 | 20  | 26   | 30   | -4  |
| 16.  | NEC Nijmegen    | 17  | 4  | 6 | 7 | 18  | 29   | 41   | -12 |
| 17.  | Heracles Almelo | 17  | 4  | 5 | 8 | 17  | 19   | 27   | -8  |
| 18.  | Roda Kerkrade   | 17  | 4  | 4 | 9 | 16  | 21   | 30   | -9  |

| Poz. | CSAPAT          | MSZ | GY | D | V  | PTK | L.G. | K.G. | GK. |
| ---- | --------------- | --- | -- | - | -- | --- | ---- | ---- | --- |
| 1.   | Feyenoord       | 17  | 8  | 5 | 4  | 29  | 32   | 23   | +9  |
| 2.   | AFC Ajax        | 17  | 7  | 8 | 2  | 29  | 27   | 19   | +8  |
| 3.   | FC Twente       | 17  | 8  | 4 | 5  | 28  | 29   | 20   | +9  |
| 4.   | SC Heerenveen   | 17  | 7  | 5 | 5  | 26  | 29   | 24   | +5  |
| 5.   | Vitesse         | 17  | 6  | 4 | 7  | 25  | 33   | 30   | +3  |
| 6.   | PSV             | 17  | 7  | 2 | 8  | 23  | 26   | 27   | -1  |
| 7.   | Heracles Almelo | 17  | 6  | 2 | 9  | 20  | 26   | 32   | -6  |
| 8.   | FC Groningen    | 17  | 5  | 4 | 8  | 19  | 26   | 33   | -7  |
| 9.   | PEC Zwolle      | 17  | 4  | 6 | 7  | 18  | 21   | 29   | -8  |
| 10.  | ADO Den Haag    | 17  | 4  | 3 | 10 | 15  | 16   | 34   | -18 |
| 11.  | Roda Kerkrade   | 17  | 3  | 4 | 10 | 13  | 23   | 39   | -16 |
| 12.  | AZ Alkmaar      | 17  | 3  | 3 | 11 | 12  | 18   | 32   | -14 |
| 13.  | NEC Nijmegen    | 17  | 1  | 9 | 7  | 12  | 25   | 41   | -16 |
| 14.  | RKC Waalwijk    | 17  | 2  | 6 | 9  | 12  | 18   | 34   | -16 |
| 15.  | Go Ahead Eagles | 17  | 3  | 3 | 11 | 12  | 18   | 43   | -25 |
| 16.  | NAC Breda       | 17  | 2  | 5 | 10 | 11  | 18   | 35   | -17 |
| 17.  | SC Cambuur      | 17  | 0  | 7 | 10 | 7   | 10   | 31   | -21 |
| 18.  | FC Utrecht      | 17  | 1  | 4 | 12 | 7   | 15   | 42   | -27 |

## Eredmények
|                 | ADO | AJA | AZ  | CAM | FEY | GAE | GRO | HEE | HER | NAC | N.E.C. | PEC | PSV | RKC | RJC | TWE | UTR | VIT |
| --------------- | --- | --- | --- | --- | --- | --- | --- | --- | --- | --- | ------ | --- | --- | --- | --- | --- | --- | --- |
| ADO Den Haag    |     | 0–4 | 2–1 | 3–0 | 3–2 | 3–2 | 2–1 | 1–1 | 0–3 | 1–1 | 1–1    | 1–1 | 2–3 | 1–2 | 0–4 | 3–2 | 4–1 | 2–1 |
| AFC Ajax        | 3–2 |     | 4–0 | 1–1 | 2–1 | 6–0 | 2–1 | 3–0 | 3–0 | 4–0 | 2–2    | 2–1 | 1–0 | 0–0 | 3–0 | 3–0 | 3–0 | 0–1 |
| AZ Alkmaar      | 2–0 | 3–2 |     | 1–1 | 3–1 | 3–0 | 2–0 | 1–5 | 4–0 | 3–0 | 1–1    | 2–1 | 2–1 | 4–0 | 2–2 | 1–2 | 1–1 | 1–1 |
| SC Cambuur      | 1–2 | 1–2 | 0–0 |     | 0–2 | 2–0 | 4–1 | 3–1 | 2–0 | 0–0 | 2–1    | 3–1 | 1–2 | 3–2 | 1–0 | 0–1 | 3–1 | 4–3 |
| Feyenoord       | 4–2 | 1–2 | 2–2 | 5–1 |     | 5-0 | 1–0 | 2–0 | 1–2 | 3–1 | 5–1    | 3–0 | 3–1 | 2–0 | 4–0 | 1–4 | 1–0 | 1–1 |
| Go Ahead Eagles | 2–1 | 0–1 | 2–1 | 0–0 | 2–2 |     | 3–3 | 0–2 | 1–1 | 2–1 | 4–3    | 4–1 | 2–3 | 2–2 | 0–1 | 1–0 | 2–1 | 0–3 |
| FC Groningen    | 1–2 | 1–1 | 2–1 | 1–1 | 0–2 | 1–0 |     | 1–3 | 3–1 | 2–1 | 5–2    | 0–0 | 1–0 | 4–1 | 3–3 | 1–1 | 2–0 | 3–1 |
| SC Heerenveen   | 3–0 | 3–3 | 4–2 | 2–1 | 1–2 | 3–1 | 4–2 |     | 2–4 | 0–0 | 2–2    | 3–0 | 3–0 | 5–2 | 2–2 | 0–2 | 4–1 | 2–3 |
| Heracles Almelo | 1–0 | 1–1 | 2–0 | 1–1 | 1–2 | 1–2 | 0–3 | 1–2 |     | 1–2 | 1–1    | 1–3 | 1–1 | 2–1 | 2–1 | 0–3 | 1–2 | 2–2 |
| NAC Breda       | 1–2 | 0–0 | 3–0 | 1–0 | 1–1 | 5–0 | 2–2 | 0–2 | 2–1 |     | 1–1    | 1–2 | 2–1 | 1–1 | 2–0 | 0–2 | 2–2 | 1–2 |
| NEC Nijmegen    | 3–1 | 0–3 | 3–2 | 1–1 | 3–3 | 1–1 | 1–4 | 2–1 | 1–2 | 1–1 |        | 1–5 | 0–2 | 2–2 | 4–3 | 2–5 | 2–2 | 2–3 |
| PEC Zwolle      | 6–1 | 1–1 | 0–2 | 2–0 | 2–1 | 2–0 | 0–1 | 1–2 | 1–1 | 0–0 | 3–3    |     | 1–2 | 1–1 | 3–1 | 1–1 | 1–1 | 1–2 |
| PSV Eindhoven   | 2–0 | 4–0 | 1–0 | 0–0 | 0–2 | 3–0 | 2–3 | 1–1 | 2–1 | 2–0 | 5–0    | 1–1 |     | 2–1 | 3–1 | 3–2 | 1–0 | 2–6 |
| RKC Waalwijk    | 1–1 | 0–2 | 1–2 | 2–2 | 1–0 | 1–4 | 1–1 | 0–3 | 1–4 | 3–0 | 1–3    | 1–1 | 2–0 |     | 1–2 | 1–1 | 5–2 | 4–2 |
| Roda Kerkrade   | 0–1 | 1–2 | 2–2 | 2–0 | 1–2 | 1–4 | 1–2 | 3–3 | 1–3 | 1–5 | 3–1    | 0–0 | 2–1 | 0–1 |     | 1–2 | 1–0 | 1–1 |
| FC Twente       | 1–1 | 1–1 | 2–1 | 3–1 | 2–2 | 3–1 | 5–0 | 1–1 | 3–1 | 5–2 | 2–2    | 2–2 | 2–2 | 0–0 | 3–0 |     | 6–0 | 2–0 |
| FC Utrecht      | 3–0 | 1–1 | 2–0 | 1–0 | 2–5 | 1–1 | 1–0 | 2–0 | 2–1 | 4–2 | 2–0    | 1–2 | 1–5 | 2–1 | 3–3 | 1–1 |     | 2–1 |
| Vitesse Arnhem  | 0–0 | 1–1 | 0–2 | 3–0 | 1–2 | 2–2 | 2–2 | 2–2 | 3–1 | 3–2 | 1–1    | 3–0 | 1–2 | 3–1 | 3–0 | 1–0 | 3–1 |     |

- Forrás: Az Eredivisie hivatalos oldala[halott link]
- A hazai csapatok a baloldali oszlopban szerepelnek.
- Színek: Zöld = hazai győzelem; Sárga = döntetlen; Piros = vendég győzelem

## Fordulók
Íme az idei szezon összes mérkőzése fordulónként.

## Bajnokság fordulónkénti változása
Ebből a táblázatból az derül ki, hogy minden egyes forduló után melyik csapat hányadik helyet foglalta el.
| Klub / Fordulók | 1            | 2  | 3  | 4  | 5  | 6  | 7  | 8  | 9  | 10 | 11 | 12 | 13 | 14 | 15 | 16 | 17 | 18 | 19 | 20 | 21 | 22 | 23 | 24 | 25 | 26 | 27 | 28 | 29 | 30 | 31 | 32 | 33 | 34 |   |
| --------------- | ------------ | -- | -- | -- | -- | -- | -- | -- | -- | -- | -- | -- | -- | -- | -- | -- | -- | -- | -- | -- | -- | -- | -- | -- | -- | -- | -- | -- | -- | -- | -- | -- | -- | -- | - |
| Klub / Fordulók | ADO Den Haag | 13 | 15 | 13 | 16 | 16 | 17 | 17 | 16 | 16 | 15 | 16 | 16 | 15 | 16 | 16 | 15 | 16 | 16 | 18 | 16 | 18 | 18 | 18 | 17 | 15 | 15 | 15 | 13 | 15 | 15 | 10 | 12 | 9  | 9 |
| AFC Ajax        | 2            | 8  | 4  | 4  | 4  | 4  | 7  | 4  | 3  | 4  | 2  | 6  | 3  | 2  | 2  | 2  | 2  | 1  | 1  | 1  | 1  | 1  | 1  | 1  | 1  | 1  | 1  | 1  | 1  | 1  | 1  | 1  | 1  | 1  |   |
| AZ Alkmaar      | 15           | 10 | 7  | 9  | 11 | 6  | 9  | 8  | 9  | 8  | 3  | 1  | 2  | 4  | 6  | 6  | 7  | 8  | 7  | 8  | 6  | 6  | 7  | 7  | 7  | 7  | 7  | 7  | 7  | 7  | 7  | 7  | 8  | 8  |   |
| SC Cambuur      | 9            | 13 | 9  | 12 | 13 | 8  | 10 | 12 | 14 | 16 | 14 | 15 | 16 | 14 | 14 | 16 | 17 | 17 | 14 | 13 | 15 | 15 | 15 | 14 | 12 | 11 | 11 | 9  | 10 | 11 | 12 | 10 | 11 | 12 |   |
| Feyenoord       | 14           | 16 | 17 | 15 | 12 | 12 | 8  | 7  | 4  | 5  | 8  | 4  | 6  | 7  | 4  | 4  | 4  | 4  | 4  | 4  | 4  | 4  | 3  | 3  | 4  | 4  | 4  | 4  | 2  | 2  | 2  | 2  | 2  | 2  |   |
| Go Ahead Eagles | 7            | 7  | 12 | 11 | 7  | 10 | 11 | 15 | 11 | 11 | 13 | 14 | 12 | 13 | 13 | 11 | 12 | 10 | 10 | 12 | 13 | 13 | 12 | 12 | 14 | 14 | 12 | 15 | 12 | 14 | 11 | 13 | 13 | 13 |   |
| FC Groningen    | 1            | 2  | 6  | 7  | 6  | 9  | 6  | 9  | 8  | 7  | 7  | 8  | 4  | 5  | 5  | 5  | 6  | 6  | 6  | 7  | 8  | 9  | 9  | 9  | 9  | 9  | 9  | 10 | 9  | 8  | 8  | 8  | 7  | 7  |   |
| SC Heerenveen   | 3            | 3  | 5  | 6  | 5  | 3  | 5  | 3  | 6  | 9  | 11 | 11 | 9  | 9  | 7  | 8  | 5  | 5  | 5  | 5  | 5  | 5  | 5  | 6  | 6  | 6  | 6  | 6  | 6  | 6  | 6  | 6  | 6  | 5  |   |
| Heracles        | 16           | 16 | 14 | 13 | 9  | 13 | 15 | 10 | 12 | 14 | 12 | 13 | 14 | 15 | 15 | 13 | 11 | 13 | 13 | 10 | 11 | 10 | 11 | 11 | 12 | 13 | 12 | 12 | 14 | 10 | 13 | 14 | 14 | 14 |   |
| NAC Breda       | 9            | 13 | 15 | 17 | 17 | 16 | 12 | 11 | 10 | 12 | 10 | 11 | 10 | 10 | 11 | 12 | 13 | 12 | 12 | 14 | 10 | 11 | 10 | 10 | 10 | 10 | 10 | 11 | 13 | 13 | 15 | 15 | 15 | 15 |   |
| NEC Nijmegen    | 17           | 18 | 18 | 18 | 18 | 18 | 18 | 18 | 18 | 18 | 17 | 18 | 18 | 18 | 18 | 18 | 18 | 18 | 17 | 18 | 17 | 17 | 17 | 16 | 17 | 17 | 18 | 17 | 17 | 17 | 17 | 17 | 17 | 17 |   |
| PEC Zwolle      | 6            | 4  | 2  | 1  | 1  | 1  | 2  | 5  | 6  | 3  | 5  | 7  | 7  | 6  | 8  | 9  | 10 | 11 | 11 | 9  | 9  | 8  | 8  | 8  | 8  | 8  | 8  | 8  | 8  | 9  | 9  | 9  | 10 | 11 |   |
| PSV Eindhoven   | 5            | 1  | 1  | 2  | 2  | 2  | 1  | 2  | 2  | 2  | 4  | 5  | 8  | 8  | 10 | 10 | 9  | 7  | 8  | 6  | 7  | 7  | 6  | 5  | 5  | 5  | 5  | 5  | 4  | 5  | 5  | 5  | 4  | 4  |   |
| RKC Waalwijk    | 9            | 6  | 8  | 10 | 14 | 17 | 17 | 17 | 17 | 17 | 18 | 17 | 17 | 17 | 17 | 17 | 15 | 14 | 15 | 17 | 14 | 14 | 13 | 13 | 16 | 16 | 16 | 16 | 16 | 16 | 16 | 16 | 16 | 16 |   |
| Roda JC         | 18           | 11 | 11 | 5  | 10 | 14 | 13 | 13 | 13 | 10 | 9  | 9  | 11 | 11 | 12 | 14 | 14 | 15 | 16 | 15 | 16 | 16 | 16 | 18 | 18 | 18 | 17 | 18 | 18 | 18 | 18 | 18 | 18 | 18 |   |
| FC Twente       | 9            | 5  | 3  | 3  | 3  | 6  | 3  | 1  | 1  | 1  | 1  | 3  | 5  | 3  | 3  | 3  | 3  | 3  | 3  | 3  | 3  | 2  | 2  | 2  | 2  | 2  | 3  | 2  | 3  | 3  | 3  | 3  | 3  | 3  |   |
| FC Utrecht      | 7            | 12 | 16 | 14 | 15 | 11 | 14 | 14 | 15 | 13 | 15 | 12 | 13 | 12 | 9  | 7  | 8  | 9  | 9  | 11 | 12 | 12 | 14 | 15 | 13 | 13 | 14 | 14 | 11 | 12 | 14 | 11 | 12 | 10 |   |
| Vitesse         | 4            | 9  | 10 | 8  | 8  | 9  | 6  | 6  | 7  | 6  | 6  | 2  | 1  | 1  | 1  | 1  | 1  | 2  | 2  | 2  | 2  | 3  | 4  | 4  | 3  | 3  | 2  | 3  | 5  | 4  | 4  | 4  | 5  | 6  |   |

## Idei alapszakaszbeli sorozatok
Ez a táblázat azt mutatja meg, hogy az idei bajnokság alapszakaszában melyik csapat, milyen hosszú győzelmi-döntetlen-vereség sorozatokat produkált
| Klub / Fordulók | 1            | 2  | 3  | 4  | 5  | 6  | 7  | 8  | 9  | 10 | 11 | 12 | 13 | 14 | 15 | 16 | 17 | 18 | 19 | 20 | 21 | 22 | 23 | 24 | 25 | 26 | 27 | 28 | 29 | 30 | 31 | 32 | 33 | 34 |    |
| --------------- | ------------ | -- | -- | -- | -- | -- | -- | -- | -- | -- | -- | -- | -- | -- | -- | -- | -- | -- | -- | -- | -- | -- | -- | -- | -- | -- | -- | -- | -- | -- | -- | -- | -- | -- | -- |
| Klub / Fordulók | ADO Den Haag | V  | V  | GY | V  | V  | D  | V  | GY | V  | GY | V  | GY | V  | V  | D  | GY | V  | V  | V  | GY | V  | V  | D  | GY | GY | D  | D  | GY | D  | D  | GY | V  | GY | GY |
| AFC Ajax        | GY           | V  | GY | D  | D  | GY | V  | GY | GY | D  | D  | V  | GY | GY | GY | GY | GY | GY | GY | GY | D  | GY | D  | GY | GY | GY | D  | D  | GY | GY | D  | GY | D  | D  |    |
| AZ Alkmaar      | V            | GY | GY | V  | D  | GY | V  | GY | V  | GY | GY | GY | D  | D  | V  | V  | V  | V  | GY | V  | GY | GY | V  | D  | V  | GY | GY | V  | GY | D  | D  | D  | V  | D  |    |
| SC Cambuur      | D            | V  | GY | V  | D  | GY | D  | V  | V  | V  | GY | V  | V  | GY | V  | D  | V  | V  | GY | GY | V  | V  | D  | GY | GY | D  | D  | GY | V  | D  | D  | GY | V  | V  |    |
| Feyenoord       | V            | V  | V  | GY | GY | D  | GY | GY | GY | D  | V  | GY | D  | V  | GY | GY | GY | GY | GY | V  | D  | GY | GY | D  | D  | V  | GY | GY | GY | GY | GY | GY | GY | D  |    |
| Go Ahead Eagles | D            | GY | V  | D  | GY | V  | D  | V  | GY | D  | V  | GY | V  | V  | D  | GY | V  | GY | V  | V  | D  | D  | GY | V  | V  | V  | GY | V  | GY | V  | GY | V  | D  | V  |    |
| FC Groningen    | GY           | GY | V  | D  | D  | V  | GY | V  | GY | GY | D  | D  | GY | D  | D  | V  | V  | GY | D  | D  | V  | V  | V  | GY | V  | D  | V  | V  | GY | GY | GY | GY | GY | GY |    |
| SC Heerenveen   | GY           | GY | V  | D  | D  | GY | D  | GY | V  | V  | V  | GY | D  | GY | D  | V  | GY | GY | D  | V  | GY | V  | GY | V  | D  | GY | GY | V  | D  | D  | GY | GY | GY | GY |    |
| Heracles        | V            | V  | GY | D  | GY | V  | V  | GY | V  | D  | GY | V  | V  | V  | D  | GY | GY | D  | V  | GY | V  | GY | D  | V  | D  | V  | V  | GY | V  | GY | V  | V  | D  | V  |    |
| NAC Breda       | D            | V  | V  | V  | D  | GY | GY | D  | GY | V  | GY | V  | GY | V  | GY | V  | V  | GY | V  | V  | GY | D  | GY | D  | D  | D  | V  | D  | V  | D  | V  | V  | D  | V  |    |
| NEC Nijmegen    | V            | V  | V  | D  | D  | D  | D  | V  | V  | D  | GY | D  | V  | V  | GY | V  | GY | V  | GY | D  | D  | D  | V  | GY | V  | D  | V  | D  | D  | V  | D  | D  | V  | D  |    |
| PEC Zwolle      | GY           | GY | GY | GY | D  | V  | V  | D  | D  | GY | V  | D  | D  | D  | D  | V  | V  | V  | V  | GY | GY | GY | D  | V  | D  | D  | V  | GY | V  | D  | V  | D  | V  | D  |    |
| PSV Eindhoven   | GY           | GY | GY | D  | D  | D  | GY | V  | GY | V  | V  | D  | V  | D  | V  | V  | GY | GY | V  | GY | V  | GY | GY | GY | GY | GY | GY | GY | GY | V  | V  | V  | GY | GY |    |
| RKC Waalwijk    | D            | GY | V  | D  | V  | V  | V  | V  | V  | V  | D  | GY | V  | GY | D  | D  | GY | D  | D  | V  | GY | D  | GY | V  | V  | V  | D  | V  | V  | GY | V  | D  | D  | V  |    |
| Roda JC         | V            | GY | D  | GY | V  | V  | D  | D  | D  | GY | GY | D  | V  | D  | V  | V  | V  | V  | D  | GY | V  | V  | V  | V  | V  | V  | GY | V  | V  | V  | D  | V  | V  | GY |    |
| FC Twente       | D            | GY | GY | V  | D  | D  | GY | GY | GY | D  | V  | D  | D  | GY | GY | GY | GY | D  | GY | D  | GY | GY | V  | GY | D  | D  | V  | GY | D  | V  | GY | GY | GY | D  |    |
| FC Utrecht      | D            | V  | V  | GY | D  | GY | V  | D  | V  | GY | V  | GY | V  | GY | GY | GY | V  | V  | V  | V  | D  | V  | V  | D  | GY | D  | V  | D  | GY | D  | V  | GY | V  | GY |    |
| Vitesse         | GY           | V  | D  | GY | D  | V  | GY | GY | V  | GY | D  | GY | GY | GY | GY | GY | GY | D  | GY | D  | D  | V  | D  | V  | GY | GY | GY | V  | V  | D  | D  | V  | D  | V  |    |

- Zöld szin = GYŐZELEM
- Kék szin = DÖNTETLEN
- Piros szin = VERESÉG

## Gólok száma fordulónként
Ez a táblázat két dolgot mutat meg. Azt, hogy az idei szezonban a bajnokságban mennyi gól esett fordulónként és azt, hogy ezek alapján mennyi a mérkőzésenkénti gólátlag minden egyes fordulóban.
| FORDULÓK   | 1    | 2    | 3    | 4    | 5    | 6   | 7   | 8    | 9    | 10   | 11   | 12   | 13   | 14   | 15   | 16  | 17   | 18   | 19   | 20   | 21   | 22   | 23   | 24   | 25   | 26   | 27   | 28   | 29   | 30  | 31   | 32   | 33   | 34   |
| ---------- | ---- | ---- | ---- | ---- | ---- | --- | --- | ---- | ---- | ---- | ---- | ---- | ---- | ---- | ---- | --- | ---- | ---- | ---- | ---- | ---- | ---- | ---- | ---- | ---- | ---- | ---- | ---- | ---- | --- | ---- | ---- | ---- | ---- |
| ÖSSZES GÓL | 28   | 34   | 37   | 31   | 20   | 36  | 27  | 39   | 25   | 34   | 29   | 24   | 34   | 26   | 32   | 36  | 34   | 31   | 30   | 22   | 24   | 25   | 31   | 22   | 23   | 30   | 22   | 25   | 26   | 27  | 24   | 29   | 35   | 26   |
| GÓLÁTLAG   | 3,11 | 3,77 | 4,11 | 3,44 | 2,22 | 4,0 | 3,0 | 4,33 | 2,77 | 3,77 | 3,22 | 2,66 | 3,77 | 2,88 | 3,55 | 4,0 | 3,77 | 3,44 | 3,33 | 2,44 | 2,66 | 2,77 | 3,44 | 2,44 | 2,55 | 3,33 | 2,44 | 2,77 | 2,88 | 3,0 | 2,66 | 3,22 | 3,88 | 2,88 |

- Sárga szin = legtöbb
- Piros szin = legkevesebb

## Nézők száma mérkőzésenként
Íme az idei szezon összes mérkőzésére kilátogató nézők száma
|                 | ADO    | AJA    | AZ     | CAM    | FEY    | GAE    | GRO    | HEE    | HER    | NAC    | NEC    | ZWO    | PSV    | RKC    | RJC    | TWE    | UTR    | VIT    | ÖSSZESEN  | ÁTLAG  |
| --------------- | ------ | ------ | ------ | ------ | ------ | ------ | ------ | ------ | ------ | ------ | ------ | ------ | ------ | ------ | ------ | ------ | ------ | ------ | --------- | ------ |
| ADO Den Haag    |        | 13.236 | 14.756 | 9.810  | 12.789 | 11.186 | 10.877 | 7.940  | 10.343 | 10.139 | 8.100  | 11.711 | 13.120 | 12.113 | 9.850  | 10.823 | 8.500  | 9.080  | 184.373   | 10.845 |
| AFC Ajax        | 52.671 |        | 51.404 | 52.354 | 52.581 | 48.587 | 50.638 | 51.396 | 49.747 | 50.189 | 51.473 | 51.488 | 51.396 | 48.256 | 51.445 | 51.117 | 49.294 | 51.377 | 865.413   | 50.906 |
| AZ Alkmaar      | 15.379 | 16.268 |        | 15.787 | 16.749 | 16.421 | 15.311 | 15.621 | 15.216 | 15.175 | 15.344 | 15.285 | 16.032 | 15.238 | 15.379 | 16.021 | 15.489 | 15.047 | 265.762   | 15.633 |
| SC Cambuur      | 9.955  | 10.000 | 9.804  |        | 10.000 | 9.345  | 9.820  | 10.000 | 9.618  | 9.085  | 9.648  | 9.739  | 9.600  | 9.638  | 9.870  | 10.000 | 9.620  | 9.639  | 165.381   | 9.728  |
| Feyenoord       | 41.000 | 48.000 | 46.000 | 47.500 |        | 45.000 | 42.800 | 47.500 | 46.000 | 45.000 | 47.000 | 47.500 | 47.500 | 47.500 | 41.000 | 43.000 | 46.000 | 47.500 | 775.800   | 45.635 |
| Go Ahead Eagles | 6.855  | 7.938  | 7.938  | 7.214  | 7.681  |        | 7.339  | 7.938  | 7.338  | 7.830  | 7.423  | 7.731  | 7.898  | 7.619  | 8.011  | 7.938  | 7.538  | 7.473  | 129.702   | 7.629  |
| FC Groningen    | 18.831 | 21.670 | 18.109 | 19.709 | 21.674 | 18.851 |        | 20.193 | 20.430 | 21.289 | 20.000 | 21.453 | 19.776 | 18.306 | 19.233 | 19.555 | 19.076 | 19.787 | 337.942   | 19.879 |
| SC Heerenveen   | 21.000 | 25.205 | 19.500 | 26.100 | 25.700 | 22.600 | 24.150 |        | 20.500 | 22.147 | 24.000 | 22.959 | 25.600 | 22.000 | 22.500 | 22.223 | 24.600 | 22.000 | 392.787   | 23.105 |
| Heracles Almelo | 8.311  | 8.500  | 8.254  | 8.325  | 7.985  | 8.460  | 8.480  | 8.376  |        | 8.425  | 8.320  | 8.155  | 8.250  | 8.311  | 8.471  | 8.500  | 8.169  | 8.470  | 141.762   | 8.339  |
| NAC Breda       | 17.000 | 18.500 | 18.300 | 17.250 | 18.500 | 17.800 | 18.100 | 17.250 | 17.200 |        | 16.800 | 18.150 | 18.400 | 19.000 | 17.550 | 18.800 | 18.100 | 17.800 | 304.500   | 17.911 |
| NEC Nijmegen    | 10.550 | 12.000 | 10.400 | 11.250 | 9.118  | 11.150 | 10.200 | 11.800 | 12.107 | 11.200 |        | 10.100 | 11.800 | 11.000 | 10.322 | 12.400 | 11.200 | 11.500 | 188.097   | 11.064 |
| PEC Zwolle      | 12.089 | 12.500 | 12.218 | 11.000 | 11.324 | 12.500 | 12.500 | 12.500 | 12.100 | 11.100 | 12.100 |        | 12.350 | 12.140 | 12.220 | 12.400 | 11.324 | 12.350 | 204.715   | 12.042 |
| PSV Eindhoven   | 32.000 | 33.300 | 32.000 | 34.500 | 34.300 | 32.000 | 34.100 | 34.000 | 32.500 | 34.000 | 31.500 | 33.100 |        | 32.200 | 32.700 | 33.000 | 33.200 | 33.000 | 561.400   | 33.023 |
| RKC Waalwijk    | 5.226  | 7.508  | 6.041  | 6.493  | 5.267  | 6.000  | 6.319  | 6.204  | 6.210  | 6.491  | 6.228  | 6.671  | 7.023  |        | 6.101  | 6.830  | 5.712  | 5.138  | 105.462   | 6.203  |
| Roda Kerkrade   | 13.997 | 18.058 | 14.421 | 12.335 | 13.793 | 13.400 | 15.617 | 11.924 | 12.781 | 12.259 | 15.421 | 14.046 | 15.053 | 15.734 |        | 13.905 | 12.905 | 11.894 | 237.543   | 13.973 |
| FC Twente       | 29.100 | 30.000 | 29.705 | 29.650 | 29.900 | 29.900 | 29.250 | 29.100 | 29.750 | 29.900 | 29.200 | 29.800 | 29.750 | 28.700 | 29.600 |        | 29.700 | 29.900 | 502.905   | 29.582 |
| FC Utrecht      | 13.800 | 19.245 | 14.486 | 17.531 | 22.134 | 14.551 | 17.214 | 17.880 | 19.004 | 16.019 | 15.034 | 15.831 | 20.011 | 14.717 | 14.320 | 16.666 |        | 19.504 | 287.947   | 16.938 |
| Vitesse Arnhem  | 16.753 | 25.500 | 18.213 | 16.903 | 18.200 | 20.874 | 19.104 | 22.176 | 13.778 | 20.800 | 20.613 | 15.200 | 23.076 | 23.411 | 16.908 | 14.745 | 16.779 |        | 323.033   | 19.002 |
| ÖSSZESEN        |        |        |        |        |        |        |        |        |        |        |        |        |        |        |        |        |        |        | 5.974.524 | 19.524 |

- Sárga szin = legtöbb néző
- Piros szin = legkevesebb néző

### Az idei 5 legtöbb nézőt vonzó csapat
Ebben a táblázatban azt lehet megtudni, hogy idén melyik csapat hazai mérkőzésein volt a legtöbb néző.
| No. | Csapat          | Összes néző | Átlagnézőszám |
| --- | --------------- | ----------- | ------------- |
| 01. | AFC Ajax        | 865.413     | 50.906        |
| 02. | Feyenoord       | 775.800     | 45.635        |
| 03. | PSV Eindhoven   | 561.400     | 33.023        |
| 04. | Twente Enschede | 502.905     | 29.582        |
| 05. | SC Heerenveen   | 392.787     | 23.105        |

### A szezon 3 legnézettebb mérkőzése
Ebben a táblázatban pedig azt lehet megnézni, hogy az idei szezonban melyik 3 mérkőzésen volt a legtöbb néző.
| No. | Mérkőzés                | Végeredmény | Dátum                | Nézők száma |
| --- | ----------------------- | ----------- | -------------------- | ----------- |
| 01. | AFC Ajax - ADO Den Haag | 3:2         | 2014. április 13.    | 52.671      |
| 02. | AFC Ajax - Feyenoord    | 2:1         | 2013. szeptember 18. | 52.581      |
| 03. | AFC Ajax - SC Cambuur   | 1:1         | 2014. március 9.     | 52.354      |

## Play-off

### Osztályozók

#### 1. kör
A bentmaradásért küzdő csapatok közül az első körben 4 csapatnak kellett megküzdenie a következő körbe való bejutásért. Az első mérkőzéseket április 28-án, a visszavágókat pedig május 2-án rendezték meg.
| 1. csapat        | Össz. | 2. csapat     | 1. mérk. | 2. mérk. |
| ---------------- | ----- | ------------- | -------- | -------- |
| Sparta Rotterdam | 3-1   | FC Eindhoven  | 1–1      | 2–0      |
| Fortuna Sittard  | 2–7   | De Graafschap | 1–4      | 1–3      |

#### 2. kör
A második körben a mérkőzéseket május 8-án és május 11-én rendezték meg. Ebben a körben esett ki az idén még az Eredivisie-ben szereplő NEC Nijmegen.
| 1. csapat        | Össz. | 2. csapat     | 1. mérk. | 2. mérk. |
| ---------------- | ----- | ------------- | -------- | -------- |
| Sparta Rotterdam | 4-1   | NEC Nijmegen  | 1-0      | 3-1      |
| VVV Venlo        | 2-5   | FC Dordrecht  | 1-3      | 1-2      |
| De Graafschap    | 1-2   | RKC Waalwijk  | 0-1      | 1-1      |
| FC Den Bosch     | 2-5   | SBV Excelsior | 1-3      | 1-2      |

#### 3. kör
A harmadik körben dőlt el, hogy az osztályozós csapatok közül jövőre kik szerepelhetnek majd az Eredivisieben.
Az első mérkőzések május 15-én, a visszavágók pedig május 18-án voltak. Végül két új csapat, az FC Dordrecht és az SBV Excelsior jutottak fel az első ligába. Idén az Eredivisie-ben szereplő RKC Waalwijk pedig visszaesett az Eerste Divisiebe.
| 1. csapat        | Össz. | 2. csapat    | 1. mérk. | 2. mérk. |
| ---------------- | ----- | ------------ | -------- | -------- |
| Sparta Rotterdam | 3–5   | FC Dordrecht | 2–2      | 1–3      |
| SBV Excelsior    | 4–2   | RKC Waalwijk | 2–0      | 2–2      |

### Európa-Liga

#### Elődöntő
Az Európa-ligába való bejutásért küzdő csapatok a play-off elődöntőjének első mérkőzéseit május 7-én, a visszavágókat pedig május 10-én játszották.
| 1. csapat    | Össz. | 2. csapat      | 1. mérk. | 2. mérk. |
| ------------ | ----- | -------------- | -------- | -------- |
| AZ Alkmaar   | 3–1   | SC Heerenveen  | 3–0      | 0-1      |
| FC Groningen | 5-1   | Vitesse Arnhem | 1–0      | 4-1      |

#### Döntő
Az Európa-Liga 2014/2015-ös szezonjába való bejutás döntőjének első mérkőzését május 15-én, a visszavágót pedig május 18-án rendezték meg. Végül az FC Groningen csapatának sikerült kiharcolnia az Európa Ligában való szereplést.
| 1. csapat  | Össz. | 2. csapat    | 1. mérk. | 2. mérk. |
| ---------- | ----- | ------------ | -------- | -------- |
| AZ Alkmaar | 0–3   | FC Groningen | 0-0      | 0-3      |

## Európai kupaszereplés

### A következő évben európai kupákban induló csapatok

#### Bajnokok ligája 2014/15
- AFC Ajax (csoportkör)
- Feyenoord (play-off)

#### Európa-liga 2014/15
- Twente Enschede
- PSV Eindhoven
- FC Groningen
- PEC Zwolle

### Az idei európai kupákban induló csapatok eredményei
Ebben a táblázatban azon holland csapatok szerepelnek akik az idei szezonban a 2 európai kupa valamelyikében - vagy mindkettőben - képviselték hazájukat és azt, hogy milyen eredményt értek benne el. A csapatnév melletti zárójelben pedig az előző szezonban elért eredmény látható ami által a kupákban indulhattak.
A zöld színnel jelölt eredmény csupán a selejtezőt jelöli.
| No. | Csapat                   | Bajnokok Ligája 2013/14 | Európa Liga 2013/14 |
| --- | ------------------------ | ----------------------- | ------------------- |
| 01. | Ajax Amsterdam (bajnok)  | Csoportkör              | 16-os döntő         |
| 02. | PSV Eindhoven (2. hely)  | Rájátszás               | Csoportkör          |
| 03. | Feyenoord (3. hely)      | -                       | Rájátszás           |
| 04. | Vitesse Arnhem (4. hely) | -                       | 3. selejtezőkör     |
| 05. | FC Utrecht (5. hely)     | -                       | 2. selejtezőkör     |
| 06. | AZ Alkmaar (kupagyőztes) | -                       | Negyeddöntő         |

## A TV-közvetítési jogokból kapott pénz
Az Eredivisie 2013-2014-es szezonjában összesen 61,5 millió eurót osztottak szét a csapatok között. A legtöbbet most is az AFC Ajax csapata kapta.
Az itt látható lista nem a szezon végeredménye alapján, hanem a kapott összeg alapján van összeállítva.
| No.      | Csapat neve        | Teljes összeg százaléka | Kapott összeg (euró) |
| -------- | ------------------ | ----------------------- | -------------------- |
| 01.      | AFC Ajax Amsterdam | 12,95%                  | 7 964 250            |
| 02.      | PSV Eindhoven      | 11,05%                  | 7 164 750            |
| 03.      | Twente Enschede    | 10,35%                  | 6 365 250            |
| 04.      | Feyenoord          | 9,05%                   | 5 565 750            |
| 05.      | AZ Alkmaar         | 8%                      | 4 920 000            |
| 06.      | SC Heerenveen      | 6,95%                   | 4 274 250            |
| 07.      | FC Groningen       | 5,9%                    | 3 628 500            |
| 08.      | FC Utrecht         | 4,85%                   | 2 982 750            |
| 09.      | Vitesse Arnhem     | 4,05%                   | 2 490 750            |
| 10.      | Roda Kerkrade      | 3,7%                    | 2 275 500            |
| 11.      | NAC Breda          | 3,45%                   | 2 121 750            |
| 12.      | NEC Nijmegen       | 3,2%                    | 1 968 000            |
| 13.      | Heracles Almelo    | 3%                      | 1 845 000            |
| 14.      | ADO Den Haag       | 2,8%                    | 1 722 000            |
| 15.      | RKC Waalwijk       | 2,6%                    | 1 599 000            |
| 16.      | PEC Zwolle         | 2,55%                   | 1 568 250            |
| 17.      | SC Cambuur         | 2,475%                  | 1 522 125            |
| 18.      | Go Ahead Eagles    | 2,475%                  | 1 522 125            |
| ÖSSZESEN | ÖSSZESEN           | 100%                    | 61 500 000           |

## Egyéni díjazottak
Ahogy minden szezon után, úgy most is kiosztották az egyéni díjakat a bajnokság legjobbjainak. A három legnagyobb díj közül mindegyiket olyan személy kapott aki a bajnok AFC Ajax csapatának a tagja.
- Év edzője:  Frank de Boer (AFC Ajax)
- Év játékosa:  Daley Blind (AFC Ajax)
- Év tehetsége:  Davy Klaassen (AFC Ajax)

## Idei statisztika és rekordok

### Csapatok
- LEGTÖBB GYŐZELEM: 20x (AFC Ajax és Feyenoord)
- LEGTÖBB HAZAI GYŐZELEM: 13x (AFC Ajax)
- LEGTÖBB IDEGENBELI GYŐZELEM: 8x (Feyenoord és Twente Enschede)
- LEGKEVESEBB VERESÉG: 3x (AFC Ajax)
- LEGKEVESEBB HAZAI VERESÉG: 0x (Twente Enschede)
- LEGKEVESEBB IDEGENBELI VERESÉG: 2x (AFC Ajax)
- LEGTÖBB VERESÉG: 19x (Roda Kerkrade)
- LEGTÖBB LŐTT GÓL: 76 (Feyenoord)
- LEGKEVESEBB KAPOTT GÓL: 28 (AFC Ajax)
- LEGNAGYOBB ARÁNYÚ GYŐZELEM: 6:0 (AFC Ajax - Go Ahead Eagles és Twente Enschede - FC Utrecht)
- LEGNAGYOBB ARÁNYÚ HAZAI GYŐZELEM: 6:0 (AFC Ajax - Go Ahead Eagles és Twente Enschede - FC Utrecht)
- LEGNAGYOBB ARÁNYÚ IDEGENBELI GYŐZELEM: 2:6 PSV Eindhoven - Vitesse Arnhem
- LEGGÓLGAZDAGABB MÉRKŐZÉS: 2:6 PSV Eindhoven - Vitesse Arnhem
- LEGHOSSZABB GYŐZELMI SOROZAT: 8 mérkőzés (AFC Ajax)
- LEGHOSSZABB VERETLENSÉGI SOROZAT: 22 mérkőzés (AFC Ajax)
- LEGHOSSZABB NYERETLENSÉGI SOROZAT: 11 mérkőzés (NAC Breda)
- LEGTÖBB VERESÉG EGYMÁS UTÁN: 6 vereség (RKC Waalwijk és Roda Kerkrade)

### Játékosok

#### Góllövőlista
Íme az idei szezon alapszakaszának legeredményesebb játékosai:
| No. | JÁTÉKOS NEVE       | CSAPAT          | MÉRKŐZÉSEK | GÓLOK SZÁMA | GÓLÁTLAG |
| --- | ------------------ | --------------- | ---------- | ----------- | -------- |
| 01. | Alfreð Finnbogason | SC Heerenveen   | 31         | 29          | 0,93     |
| 02. | Graziano Pellé     | Feyenoord       | 28         | 23          | 0,82     |
| 03. | Aron Jóhannsson    | AZ Alkmaar      | 32         | 17          | 0,53     |
| 04. | Dusan Tadic        | Twente Enschede | 33         | 16          | 0,48     |
| 05. | Luc Castaignos     | Twente Enschede | 31         | 14          | 0,45     |
| -   | Michael Higdon     | NEC Nijmegen    | 32         | 14          | 0,48     |
| 07. | Jürgen Locadia     | PSV Eindhoven   | 31         | 13          | 0,42     |
| 08. | Memphis Depay      | PSV Eindhoven   | 32         | 12          | 0,37     |
| -   | Lex Immers         | Feyenoord       | 32         | 12          | 0,37     |
| -   | Jens Toornstra     | FC Utrecht      | 32         | 12          | 0,37     |

#### Legtöbb gólpassz
Íme az idei szezon alapszakaszának legtöbb gólpasszt adó játékosai:
| No. | JÁTÉKOS NEVE        | CSAPAT                       | MÉRKŐZÉSEK | GÓLPASSZOK | ÁTLAG |
| --- | ------------------- | ---------------------------- | ---------- | ---------- | ----- |
| 01. | Dušan Tadić         | Twente Enschede              | 33         | 14         | 0,42  |
| 02. | Hakím Zíjes         | SC Heerenveen                | 31         | 10         | 0,32  |
| 03. | Jean-Paul Boëtius   | Feyenoord                    | 29         | 9          | 0,31  |
| -   | Alfreð Finnbogason  | SC Heerenveen                | 31         | 9          | 0,29  |
| -   | Maarten Martens     | AZ Alkmaar                   | 17         | 9          | 0,53  |
| -   | Youness Mokhtar     | Twente Enschede / PEC Zwolle | 29         | 9          | 0,31  |
| 07. | Lucas Piazon        | Vitesse Arnhem               | 29         | 8          | 0,27  |
| -   | Jody Lukoki         | SC Cambuur                   | 32         | 8          | 0,25  |
| -   | Nick van der Velden | FC Groningen                 | 19         | 8          | 0,42  |
| -   | Lasse Schøne        | AFC Ajax                     | 29         | 8          | 0,27  |
| -   | Quincy Promes       | Twente Enschede              | 31         | 8          | 0,26  |

#### Kanadai ponttáblázat
Íme az idei szezon alapszakaszának kanadai ponttáblázata. A játékosok által összeszedett pontok az általuk lőtt gólok és gólpasszok összegéből jön ki:
Az azonos pontszámmal rendelkező játékosoknál a több gólt szerző játékos áll előrébb.
| No. | JÁTÉKOS NEVE       | CSAPAT          | GÓLOK | GÓLPASSZOK | PONTSZÁM |
| --- | ------------------ | --------------- | ----- | ---------- | -------- |
| 01. | Alfreð Finnbogason | SC Heerenveen   | 29    | 9          | 38       |
| 02. | Dušan Tadić        | Twente Enschede | 16    | 14         | 30       |
| 03. | Graziano Pellé     | Feyenoord       | 23    | 6          | 29       |
| 04. | Aron Jóhannsson    | AZ Alkmaar      | 17    | 5          | 22       |
| 05. | Michael Higdon     | NEC Nijmegen    | 14    | 5          | 19       |
| -   | Luc Castaignos     | Twente Enschede | 14    | 5          | 19       |
| 07. | Lex Immers         | Feyenoord       | 12    | 7          | 19       |
| -   | Memphis Depay      | PSV Eindhoven   | 12    | 7          | 19       |
| 09. | Quincy Promes      | Twente Enschede | 11    | 8          | 19       |
| -   | Lucas Piazon       | Vitesse Arnhem  | 11    | 8          | 19       |
| 11. | Jean-Paul Boëtius  | Feyenoord       | 10    | 9          | 19       |
| 12. | Hakím Zíjes        | SC Heerenveen   | 9     | 10         | 19       |

#### Lapok
Íme az idei szezonban sárga és piros lapot kapó játékosok Top10-es listája:
| SÁRGA LAPOK    | SÁRGA LAPOK     | SÁRGA LAPOK    | SÁRGA LAPOK |
| No.            | Játékos neve    | Csapat         | Lapok száma |
| -------------- | --------------- | -------------- | ----------- |
| 01.            | Tom Beugelsdijk | ADO Den Haag   | 11          |
| 02.            | Kelvin Leerdam  | Vitesse Arnhem | 10          |
| 03.            | Pele van Anholt | SC Heerenveen  | 9           |
| 04.            | Anouar Kali     | Roda Kerkrade  | 8           |
| -              | Sander Duits    | RKC Waalwijk   | 8           |
| -              | Guram Kashia    | Vitesse Arnhem | 8           |
| 07.            | Karim Rekik     | PSV Eindhoven  | 7           |
| -              | Danny Holla     | ADO Den Haag   | 7           |
| -              | Jan Wuytens     | AZ Alkmaar     | 7           |
| -              | Jody Lukoki     | SC Cambuur     | 7           |
| -              | még 8 játékos   | még 8 játékos  | 7           |
| még 19 játékos | még 19 játékos  | még 19 játékos | 6           |
| még 36 játékos | még 36 játékos  | még 36 játékos | 5           |
| még 37 játékos | még 37 játékos  | még 37 játékos | 4           |
| még 53 játékos | még 53 játékos  | még 53 játékos | 3           |
| még 58 játékos | még 58 játékos  | még 58 játékos | 2           |
| még 94 játékos | még 94 játékos  | még 94 játékos | 1           |

| PIROS LAPOK    | PIROS LAPOK        | PIROS LAPOK      | PIROS LAPOK |
| No.            | Játékos neve       | Csapat           | Lapok száma |
| -------------- | ------------------ | ---------------- | ----------- |
| 01.            | Frank Demouge      | Roda Kerkrade    | 2           |
| -              | Timo Letschert     | FC Groningen     | 2           |
| -              | Mitchell Dijks     | SC Heerenveen    | 2           |
| -              | Guy Ramos          | Roda Kerkrade    | 2           |
| -              | Ryan Koolwijk      | NEC Nijmegen     | 2           |
| -              | Roly Bonevacia     | Roda Kerkrade    | 2           |
| -              | Maikel Kieftenbeld | FC Groningen     | 2           |
| -              | Rens van Eijden    | NEC Nijmegen     | 2           |
| -              | Marcel Ritzmaier   | PSV / SC Cambuur | 2           |
| -              | Steve de Ridder    | FC Utrecht       | 2           |
| még 50 játékos | még 50 játékos     | még 50 játékos   | 1           |